# Yosuke Fujigaya
Yosuke Fujigaya (født 13. februar 1981) er en japansk fodboldspiller.
Han har spillet for flere forskellige klubber i sin karriere, herunder Consadole Sapporo, Gamba Osaka og Júbilo Iwata.